# Krajinski park Jareninski dol
Krajinski park Jareninski dol se razprostira se na obronkih slikovitih in razgibanih Slovenskih goric. Razglasila ga je Mestna občina Maribor novembra leta 1992. Čeprav krajinski park meri 1533 ha je zelo malo poznan. Naravna vrednota v Jareninskem dolu so Perniški ribniki, čeprav so umetnega izvora. Ribniki so zavetišče značilnih obvodnih rastlin in mednarodno pomembno postajališče ptic selivk na selitveni poti .
Ime izhaja iz besede jarkovina (nemško Jaring) in pomeni krčevino.

## Jarenina
Jarenina je vas na razgledni uravnavi nad dnom doline Jareninskega potoka. V strnjenem vaškem središču se je ohranilo nekaj trških hiš. Večina gospodarstev je razporejenih po pobočjih, tako da so najboljša zemljišča ostala za obdelovanje.